# Avenue de la Redoute
L'avenue de la Redoute est une voie de communication située à Asnières-sur-Seine.

## Situation et accès
Elle suit le tracé de la route nationale 186 et de l'ancien chemin de grande communication numéro 10, qui allait de l'avenue d'Argenteuil (route nationale 309) au quartier du fossé de l'Aumône.
L'avenue est desservie à l'Est par la station de métro Les Courtilles. La ligne 1 du tramway d'Île-de-France est en cours de prolongement depuis 2017.

## Origine du nom
Elle tire son nom de la redoute de Gennevilliers, une fortification de Paris, construite en 1870 dans le cadre de l'enceinte de Thiers, qui était située à l'emplacement de l'actuel cimetière de Bois-Colombes.

## Historique

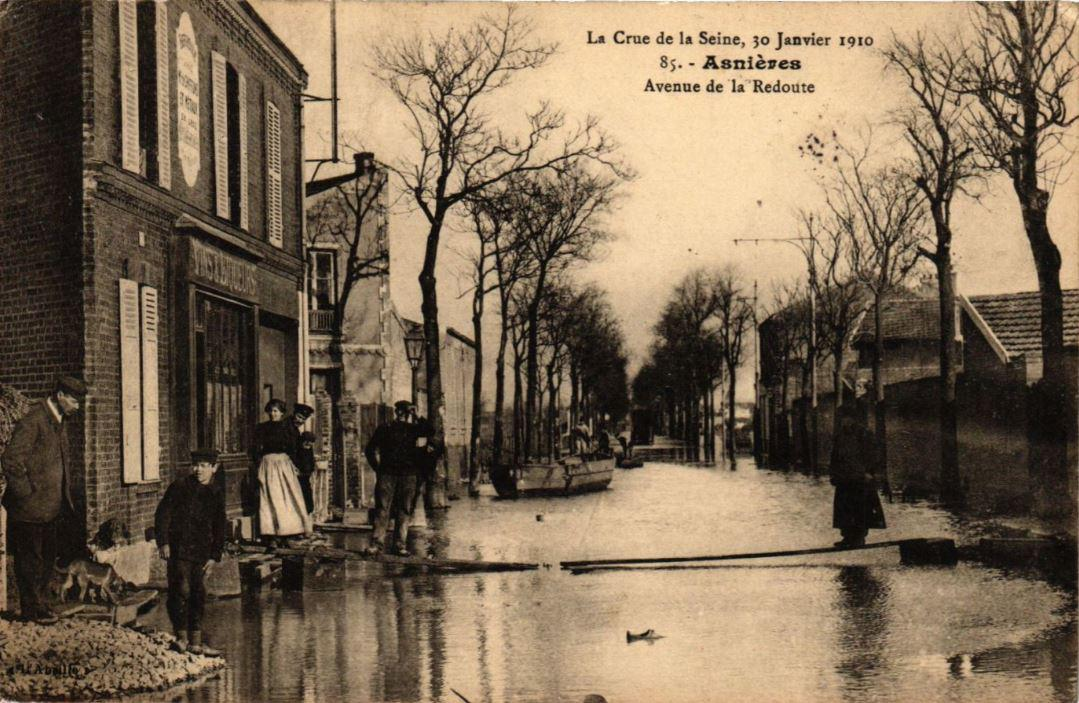
L'avenue de la Redoute en janvier 1910, lors de la crue de la Seine.

La redoute de Gennevilliers est prise par les Versaillais en avril 1871,.
Détruite en 1895, elle a été remplacée en 1896 par le cimetière de Bois-Colombes,.

## Bâtiments remarquables et lieux de mémoire
- Cimetière de Bois-Colombes.
- Cimetière nouveau d'Asnières-sur-Seine.
- Centre sportif des Courtilles.
- Tribunal d'Instance d'Asnières-sur-Seine.